# مایک فاسولو
مایک فاسولو (انگلیسی: Mike Fasolo؛ زادهٔ ۲۸ ژانویهٔ ۱۹۶۹) نویسنده و فیلم‌نامه‌نویس اهل ایالات متحده آمریکا است. وی همچنین برندهٔ جوایزی همچون جوایز امی شده‌است.